# 利原駅
利原駅（リウォンえき）は朝鮮民主主義人民共和国咸鏡南道利原郡に位置する朝鮮民主主義人民共和国鉄道省平羅線の駅である。

## 歴史
- 1927年12月1日：群仙駅として開業[1]。
- 日時不明：利原駅に改称。